# Кухня острова Різдва
Кухню острова Різдва найкраще можна описати як еклектичне поєднання традиційної австралійської кухні та азіатської кухні, зокрема страв Малайзії та Індонезії.

## Населення
Станом на  2009, на острові проживало лише 1200 жителів: 65 % китайських малайзійців, 20 % малайзійських малайців і 15 % жителів мають європейське походження. На острові також є невеликі громади малайзійських індіанців та євразійців.
Раніше більше 2000 людей жили в Центрі прийому та обробки імміграції острова Різдва. Їм їжу постачав австралійський уряд через оператора Serco. Центр був закритий у жовтні 2018 року, але знову відкритий у 2019 році, і станом на початок 2020 року прийняв лише одну родину тамільських шукачів притулку.

## Харчове забезпечення

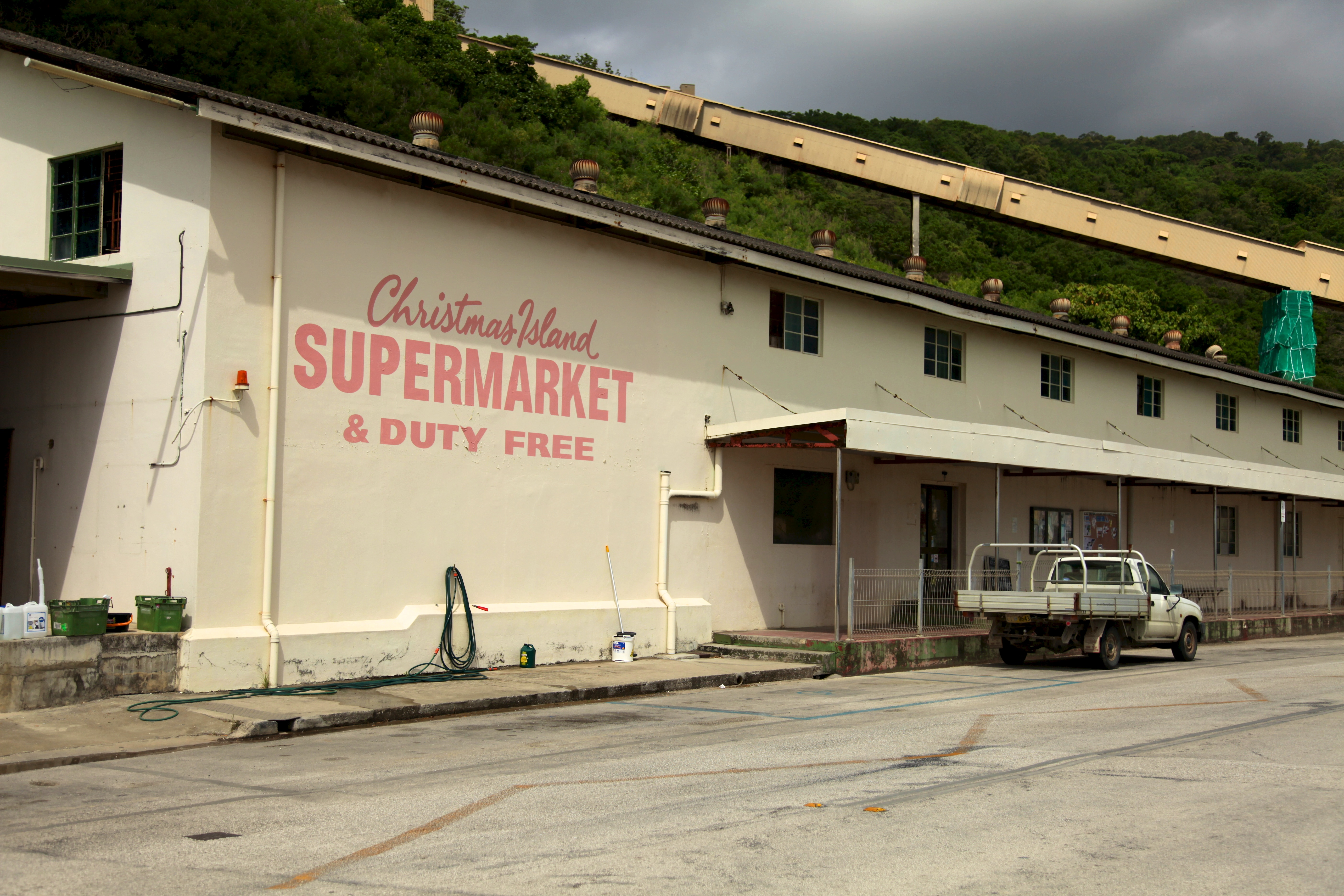
Супермаркет острова Різдва; один із небагатьох постачальників свіжих продуктів на острові.

Свіжі продукти на острові майже не вирощуються через нематоди в ґрунті. Проте на острові є три місцеві сади, де вирощують невелику кількість азіатської зелені. У Драмсайті є громадський сад, ще один невеликий город громади в Пун Саані та храмовий сад також у Пун Саані. Ці громадські сади вирізняються своїми грядками, побудованими з ґрунту, оскільки черв'яки, як правило, не піднімаються до тепла та ризикують висохнути, зберігаючи коріння овочів. Деякі з азіатських овочів і овочів, які вирощують, включають бок-чой, чой-сум, кангконг, китайську гірчицю, баклажани та бамію.
Місцеві жителі покладаються на державні контракти на постачання свіжої їжі з материкової частини Австралії. Станом на листопад 2013 є додатковий авіаперевізник овочів, які прибувають з Малайзії через Індонезію щоп'ятниці ввечері для покупки в суботу вранці. Це повітряне перевезення здебільшого задовольняє смаки місцевої громади, доставляючи свіжу локшину, азіатську зелень, рибу, свинячий шлунок, кістки та філе, а також інші упаковані продукти, такі як рибні кульки та тофу.
В останні роки на постачання свіжих продуктів вплинула низка серйозних інцидентів. У січні 2012 року MV Tycoon врізався в головний док острова у Флаїнг-Фіш-Коув, завадивши подальшому постачанню свіжої їжі на острів. Відомо, що коли постачання їжі кораблем недоступне, авіаперевезення розкуповуються за кілька годин.

## Дика їжа
Через тропічну природу погоди на острові Різдва на острові росте велика різноманітність їжі. Фруктові дерева розкидані навколо острова та на приватних територіях. Деякі речі, які можна знайти, шукаючи їжу на острові Різдва, становлять:
- папая
- манго
- кокосовий горіх
- гарбуз
- чилі
- джекфрут
- дикий лайм
- бунга кантан (також відоме як квітка лакса або квітка факела імбиру — ботанічна назва Etlingera elatior)
- мангуанг (китайська ріпа, також відома як хікама)
- тапіока
- лимонник
- банан
- гуава

Багато інших відомих тропічних фруктів, таких як рамбутан, лічі та дуріан, не ростуть на острові Різдва через недостатню глибину ґрунту та недостатню кількість опадів протягом року.

## Харчування
Через проблеми з постачанням цілі свіжі продукти може бути важко придбати, тому страви, які містять оброблені харчові продукти та консерви, популярні.
Традиційно на острові тримали курей, а місцеві жителі виготовляли власні мариновані яйця та сторічні яйця. Страви, у яких використовувалися самі кури, були популярними разом із стравами, які включали місцевих кокосових крабів. Проте зараз кокосові краби охороняються.

## Місця, де можна пообідати
На острові є ряд барів з локшиною, які пропонують китайські та малайзійські страви відповідно до традиційної кухні жителів острова.
На острові Різдва є 10 закладів харчування
- Cari Makan — малайське кафе в Kampong — різні спеціальні пропозиції щовечора тижня
- Le CLA (Китайська літературна асоціація) — китайський ресторан у Поселенні
- The Barracks Cafe — австралійське кафе в Settlement
- The Golden Bosun — паб в австралійському стилі
- The Christmas Island Resort — ресторан, де продають різноманітні страви західної та азіатської кухні.
- Tracks Tavern — паб на Drumsite, який продає гамбургери та тайську їжу
- Lucky Ho — місцевий китайський ресторан у Poon Saan
- Seaview Fish and Chips — місцева «чіппі» в Пун Саані
- Seasons Palace — ще один місцевий китайський ресторан у Пун Саані
- Кав'ярня (також відома як Poon Saan Kopi Tiam), яка щодня продає різні страви малайзійського лоточника.